# Betty Bird
Betty Bird, née Hilde Elisabeth Ptack le 18 juin 1901 à Vienne et morte le 4 mars 1998 à Rome est une actrice autrichienne.

## Biographie
Elle entre très tôt dans le monde du cinéma car son père Ludwig Ptack est le secrétaire particulier d'Alexander Kolowrat, propriétaire de la société de production Sascha-Film. Elle épouse en 1923 le réalisateur Gustav Ucicky avec lequel elle s'établit à Munich puis à Berlin. Elle joue principalement dans des comédies à la fin des années 20 et au début des années 30. Elle se sépare d'Ucicky en 1936 et se remarie en 1937.

## Filmographie
- 1927 : Madame wagt einen Seitensprung
- 1928 : Der Herzensphotograph
- 1928 : Der Ladenprinz
- 1928 : Herzen ohne Ziel
- 1928 : Hinter Klostermauern
- 1928 : Waterloo
- 1929 : Die Mitternachtstaxe
- 1929 : Der Held aller Mädchenträume
- 1929 : Der Hund von Baskerville
- 1929 : Venus im Weltbad
- 1929 : Das grüne Monokel (de)
- 1929 : Sturm auf drei Herzen
- 1930 : Die heiligen drei Brunnen
- 1930 : Ein Burschenlied aus Heidelberg
- 1930 : Aimé des dieux
- 1930 : Wiener Liebschaften
- 1931 : Grock
- 1931 : Walzerparadies
- 1931 : Opernredoute
- 1931 : Die Mutter der Kompagnie
- 1931 : Die spanische Fliege de Georg Jacoby :
- 1931 : Die große Liebe
- 1932 : Der Feldherrnhügel
- 1932 : Ich will nicht wissen, wer Du bist
- 1932 : Flucht nach Nizza
- 1932 : Geheimnis des blauen Zimmers
- 1933 : Salon Dora Green (de)
- 1934 : Was bin ich ohne Dich
- 1934 : Der Herr Senator
- 1935 : Held einer Nacht